# Mermaid Sashimi
Mermaid Sashimi es el álbum debut del ex vocalista de Porter ahora Juan Son, publicado el 2 de enero de 2009 con la canción "Nada" estrenada antes como sencillo. El nombre del disco está compuesto por la palabra japonesa Sashimi (que es un plato de pescado cortado en finas rebanadas) y la palabra inglesa Mermaid (Sirena) de este modo "Sashimi de sirena". El título del álbum hace referencia al instinto bestial intrínseco del ser humano Es considerado como una obra maestra en el ámbito del Pop Experimental.

## Historia
Cuando Juan Son Salió de Porter, él tenía muchas canciones que escribió durante su estancia en Porter y otras desde antes, así que junto a varios otros músicos como Villor y El Orco, decidieron escoger solo unas cuantas canciones que conformaron el disco, originalmente el disco iba a ser llamado "Caricias Prohibidas" pero Juan Son sintió que sonaba muy cliché, la primera pista del disco es The Remains una canción con sintetizadores de fondo y un piano que va al unísono con la voz, más tarde llega la segunda pista: Nada una linda pieza acústica acompañada de violines, una canción con más de seis años de haberse creado en donde se hablan metáforas del amor y con un vídeo un poco macabro o retorcido con escenas en donde Juan Son tiene puesto un aparato en la cabeza y comienza a salirle un rostro de una mujer en la parte de atrás de la cabeza, la escena hace recordar brevemente a la película La Naranja Mecánica, la tercera pista es  Mermaid Sashimi otro de los sencillos, adornada con sintetizadores, teclados y sonidos de burbujas habla sobre la bestialidad humana de conquistarlo y poseerlo todo, muestra un restaurante que sirve el "Mermaid Sashimi" (Sashimi de Sirena) y muestra a un Juan Carlos vestido de traje dispuesto a comer, pero la sirena que mutilaban los cocineros hace que estos se maten y posteriormente su canto comienza a volver loco al resto de los clientes, mientras que Juan Carlos atraído por la sirena termina siendo devorado, a la par que esto se narra vemos a un Juan Son vestido de gato blanco cantando en el fondo del mar, luego de esto llegan otras canciones como Goldfish con arreglos de Sitara casi al final, En Camilla al Quirofano sirve apenas como un clip introductorio a la siguiente canción: Captain Whirpool una canción pegajosa, que cuenta la historia de un pirata atrapado en un agujero que tiene que rascar el techo para poder salir, pero se le caen las uñas y Unicorn´s Puberty una canción con toques de música electrónica, la cual parece hacer una referencia a la misma pubertad de Juan Son Marianela es una hermosa pista instrumental que recuerda a "Nada", El Resplandor es una canción que te intenta transportar a los atardeceres o amaneceres, como una refección pensada y metaforizada al sol, en cierto punto recuerda algo a la canción de Porter "Daphne" además de contar con un bajo imponente, Monitor Flotando muestra señales de Vida inicia siendo una canción muy tranquila pero casi a la mitad inicia la voz con síntesis y sintetizadores, repitiendo algunas frases de "El Resplandor", más tarde inicia Toma esta Menta, una canción muy interesante hablando musicalmente, ya que esta cuenta con referencias de jazz y pop al mismo tiempo y con una letra de Ciencia Ficción que habla de alguien que viajara al pasado para evitar que nazca aquella persona de la que en algún momento se enamoró para tratar de no conocerla en el futuro, una historia que recuerda levemente a otras como Eterno Resplandor de una mente sin recuerdos, Terminator y Viajando al Pasado, finalmente el disco cierra con Ana Paula la canción más triste del disco con una duración de más de 18 minutos, la cual cambia de un compás de 4/4 a 3/4 en la misma obra y narra sobre alguien que se lamenta de la muerte de su amada y trata de ver su partida de un lindo modo, hay ciertas especulaciones de que Ana Paula es una persona real debido al nombre también utilizado en una canción de Porter y la temática de algunas canciones de Porter como Girl y Vaquero Galáctico.
Luego de la salida del álbum, Juan Son empezó a hacer un Show de Comedia inspirado en su disco donde incluye varios personajes como "Sashimi" una sirena que rescató a Juan cuando su hermano gemelo "Whirpool" lo aventó al agua y "Goldfish", el hijo de "Juan" y Sashimi, al final de la historia Juan empieza a interpretar adelantos de sus siguientes canciones:  Disgusting Undone y Mr Owl, incluidas en su disco con aeiou: Space Hym.

## Lista de canciones
1. The Remains
2. Nada
3. Mermaid Sashimi
4. Goldfish
5. En Camilla Al Quirófano (A Medio Sedar)
6. Captain Whirlpool
7. Unicorn's Puberty
8. Marianela
9. El Resplandor
10. Monitor Flotando Muestra Señales De Vida
11. Toma Esta Menta
12. Ana Paula

## Sencillos
1. Nada
2. Mermaid Sashimi
3. Ana Paula

## Videos
1. Nada
2. Mermaid Sashimi